# Van God Los (album)
Van God Los is het eerste studioalbum van de Belgische rockband Monza. Het werd in 2001 uitgebracht en is vooral bekend van het titelnummer Van God Los.

## Achtergrond
Na het album Massis (1999) viel de band Noordkaap definitief uit elkaar. Gitarist Lars Van Bambost stapte over naar Novastar, terwijl zanger Stijn Meuris en drummer Mario Goossens verdergingen onder de naam Monza (een verwijzing naar de gelijknamige stad in Italië). Later gaf Meuris toe dat hij de sterke merknaam Noordkaap had moeten behouden.
In 2001 werd met Van God Los het eerste album van Monza uitgebracht. Onder meer Axl Peleman en Joost Zwegers werkten aan enkele nummers mee. Het album bevatte naast twaalf nummers ook de videoclips van Van God Los en De Ogen Van Jenny.
De albumhoes bestaat uit een afbeelding van Jezus Christus met een bebloede doornenkroon.

## Nummers
1. Naïviteit – 5:22
2. Van God Los – 4:08
3. Zijn Naam Veel Te Luid – 2:32
4. De Ogen Van Jenny – 4:49
5. Parvenu – 6:14
6. De Stad Kan Zo Koud Zijn – 4:18
7. Tegenstand = Mooi – 6:52
8. Scheiding Kerk En Staat – 3:27
9. Alleen Te Zijn En Hoe Ermee Om Te Gaan – 3:54
10. Reden Tot Zang – 3:42
11. Viva Las Vegas – 3:54
12. Mitrailleur – 4:18

## Medewerkers
Monza
- Stijn Meuris – zang
- Piet De Pessemier – gitaar
- Bart Zegers – basgitaar
- Mario Goossens – drum
- David Poltrock – toetsen

Overige
- Jo Francken – producent, geluidsmix
- Howie Weinberg – mastering
- Joost Zwegers – akoestische gitaar
- Axl Peleman – basgitaar